# Воскресенське (селище)
Воскре́сенське — селище в Україні, у Миколаївському районі Миколаївської області. Центр Воскресенської селищної громади. Розташоване на лівому березі річки Інгул, в 6 км від Миколаєва. До найближчої залізничної станції Горохівка на лінії Миколаїв-Сортувальний — Долинська — 3 км.
Засновано 30 червня 1789 року як адміралтейське поселення Чорноморського флоту. Населення по перепису 2001 року становило 4597 чоловік. Поштовий індекс — 57210. код — 380512. Займає площу 30 км².
Поблизу Воскресенська знайдені залишки давнього поселення, а в кургані розкопані два поховання та антропоморфна стела епохи бронзи (II тисячоліття до н. е.).
Виявлені також поселення скіфського періоду (V—III ст. до н. е.) та перших століть нашої ери.

## Історія
Воскресенське засновано на базі державного села (тобто, села, селяни якого належали не поміщику, а державі) Орош як одне з шести адміралтейських поселень Чорноморського флоту в 1789 році. В перший час існування також використовувалась назва Стара Горохівка. Нова Горохівка будувалась поруч та належала інженер-підпоручику Петру Горохову. Юридично Воскресенське засновано по ордеру графа Г. А. Потьомкіна 30 червня 1789 року. Для заселення 
«великороссийскими беспаспортными крестьянами, также добровольно из Польши вышедшими малороссийской породы людьми, семейными адмиралтейскими мастеровыми и беглыми помещичьими крестьянами, зачтенными кому следует за рекрут».
 Людей для заселення присилали з Єкатеринославського Губернського Правління.
За матеріалами П'ятої ревізії (подушного перепису населення Російської імперії з 1794 р. по 1808 р.) на момент створення адміралтейського поселення Воскресенськ в державному селі Орош мешкали 121 чоловік та 5 жінок.
Після будівництва Воскресенської церкви в 1793 році назва Воскресенськ закріплюється остаточно.
У 1795 році межова експедиція виділила поселянам 8985 десятин землі (по 30 десятин на ревізьку душу). В той час тут мешкало 442 душі (290 чоловіків та 152 жінок), а в 1816 році — вже 930 душ.
Знаходячись в залежності від адміралтейства, поселяни три місяці в році обов'язково працювали на Миколаївській суднобудівній верфі та на суконно-парусній фабриці в Богоявленську, отримуючи за свою працю по 2 руб. 70 коп. в місяць. Окрім того, вони відпрацьовували різні повинності: перевозили пошту, ремонтували дороги тощо
Основними заняттями населення було скотарство, землеробство і рибальство. Частина мешканців займалась чумацьким промислом, візництвом. Виконуючи адміралтейські розпорядження, поселенці не мали змоги належним чином обробляти свою землю. До того ж земельні наділи дробились між членами родини, які створювали власні господарства. В 1829 році на ревізьку душу припадало приблизно по 15 десятин. Багато селянських сімей розорялися через зменшення земельних наділів.
Рішенням Державної ради Російської імперії 15 липня 1861 року адміралтейське поселення Воскресенськ реорганізовано в посад (город). Всіх мешканців зараховано до міщанського стану. В цей час тут мешкало 1770 душ (чоловіки — 890, жінок — 880). Міщан посаду Воскресенськ звільнили від усіх робіт розпоряджень в адміралтействі. Мешканці Воскресенська платили державі подушний податок, виконували рекрутську та земську повинності як державні селяни.
У 1937 році під керівництвом НКВД в місцевій лікарні випробовували невідомі ліки. Загинуло декілька десятків селян.
Під час Другої світової війни айнзатцгрупи тут масово розстрілювали євреїв, більшість з них були мешканці Миколаєва.
12 вересня 1944 року Миколаївський район було перейменовано на Жовтневий, а адміністративний центр району перенесено з Миколаєва до міста Жовтневе. У 1947 році Воскресенськ був перейменований у Воскресенське.
У 1951 році в результаті Радянсько-польського обміну ділянками територій на територію села було насильно переселено мешканців сіл Дрогобицької області (нині територія Польщі).
У 1956 році надано статус селища міського типу (смт), а населення віднесено до міського.
19 травня 2016 року Жовтневий район було перейменовано на Вітовський район.
До 18 липня 2020 року Воскресенське належало Вітовському району. Район був скасований у липні 2020 року в рамках адміністративної реформи України, яка скоротила кількість районів Миколаївської області до чотирьох. Територія Вітовського району була об'єднана з Миколаївським районом.
26 січня 2024 року набрав чинності новий закон, який скасував статус селища міського типу, а Воскресенське стало сільським селищем.

## Культура та освіта
У Воскресенську є дім культури, бібліотека, дитячий садок, а також середня загальноосвітня школа.
Є дві церкви, одна з яких: Покрови пресвятої Богородиці

## Населення

### Мова
Рідна мова населення за даними перепису 2001 року:
| Мова            | Кількість | Відсоток |
| --------------- | --------- | -------- |
| російська       | 2855      | 62.11%   |
| українська      | 1716      | 37.33%   |
| вірменська      | 10        | 0.22%    |
| білоруська      | 6         | 0.13%    |
| румунська       | 5         | 0.11%    |
| болгарська      | 3         | 0.06%    |
| інші/не вказали | 2         | 0.04%    |
| Усього          | 4597      | 100%     |

### Переписи населення

#### Переписи, що зберігаються в Державному архіві Херсонської області
Сповідні відомості
- 1789 — Сповідний розпис хутіра Орош 1789 року // ДАХеО. Ф. 198, оп.1, спр.13, сторінки 94, 94зв. Див. під назвою «Орош»
- 1790 — Сповідний розпис хутіра Орош 1790 року // ДАХеО. Ф.198, оп.1, спр.14, сторінки 88, 88зв. Див. під назвою «Орош»
- 1793 — Сповідний розпис Воскресенська 1793 року // ДАОО. Ф.37, оп.1а, спр.44, сторінки 142-147
- 1811 — Сповідний розпис села Воскресенська 1811 року // ДАХеО. Ф.198, оп.1, спр.26, сторінки 9-15

Метричні книги
- 1787 — Ф. 207, оп. 1, спр.112, сторінки 9-12об. Див. під назвою «Орош»
- 1794 — Ф. 207, оп. 1, спр.262, сторінки 160—161зв

#### Метричні книги, що зберігаються в Державному архіві Одеської області
- 1791 — Метрична книга села Воскресенське 1791 рік // ДАОО. Ф.37, оп.3, спр.38, стор 14
- 1793 — Метрична книга села Воскресенське 1793 рік // ДАОО. Ф.37, оп.3, спр.39, стор 45
- 1794 — Метрична книга села Воскресенське 1794 рік // ДАОО. Ф.37, оп.3, спр.44, стор 120
- 1795 — Метрична книга села Воскресенське 1795 рік // ДАОО. Ф.37, оп.3, спр.52, стор 109
- 1796 — Метрична книга села Воскресенське 1796 рік // ДАОО. Ф.37, оп.3, спр.56, стор 128
- 1798 — Метрична книга села Воскресенське 1798 рік // ДАОО. Ф.37, оп.3, спр.68, стор 151
- 1799 — Метрична книга села Воскресенське 1799 рік // ДАОО. Ф.37, оп.3, спр.72, стор 145
- 1800 — Метрична книга села Воскресенське 1800 рік // ДАОО. Ф.37, оп.3, спр.74, стор 121
- 1801 — Метрична книга села Воскресенське 1801 рік // ДАОО. Ф.37, оп.3, спр.79, стор 183
- 1802 — Метрична книга села Воскресенське 1802 рік // ДАОО. Ф.37, оп.3, спр.90, стор 191
- 1804 — Метрична книга села Воскресенське 1804 рік // ДАОО. Ф.37, оп.3, спр.99, стор 312
- 1805 — Метрична книга села Воскресенське 1805 рік // ДАОО. Ф.37, оп.3, спр.105, стор 298
- 1806 — Метрична книга села Воскресенське 1806 рік // ДАОО. Ф.37, оп.3, спр.115, стор 263
- 1807 — Метрична книга села Воскресенське 1807 рік // ДАОО. Ф.37, оп.3, спр.97, стор 297
- 1808 — Метрична книга села Воскресенське 1808 рік // ДАОО. Ф.37, оп.3, спр.128, стор 372
- 1809 — Метрична книга села Воскресенське 1809 рік // ДАОО. Ф.37, оп.3, спр.133, стор 331
- 1810 — Метрична книга села Воскресенське 1810 рік // ДАОО. Ф.37, оп.3, спр.143, стор 351
- 1811 — Метрична книга села Воскресенське 1811 рік // ДАОО. Ф.37, оп.3, спр.144, стор 351
- 1812 — Метрична книга села Воскресенське 1812 рік // ДАОО. Ф.37, оп.3, спр.152, стор 315
- 1813 — Метрична книга села Воскресенське 1813 рік // ДАОО. Ф.37, оп.3, спр.163, стор 246
- 1816 — Метрична книга села Воскресенське 1816 рік // ДАОО. Ф.37, оп.3, спр.182, стор 290
- 1817 — Метрична книга села Воскресенське 1817 рік // ДАОО. Ф.37, оп.3, спр.193, стор 318
- 1818 — Метрична книга села Воскресенське 1818 рік // ДАОО. Ф.37, оп.3, спр.207, стор 391
- 1819 — Метрична книга села Воскресенське 1819 рік // ДАОО. Ф.37, оп.3, спр.220, стор 369
- 1820 — Метрична книга села Воскресенське 1820 рік // ДАОО. Ф.37, оп.3, спр.230, стор 419
- 1821 — Метрична книга села Воскресенське 1821 рік // ДАОО. Ф.37, оп.3, спр.238, стор 420
- 1822 — Метрична книга села Воскресенське 1822 рік // ДАОО. Ф.37, оп.3, спр.261, стор 363
- 1823 — Метрична книга села Воскресенське 1823 рік // ДАОО. Ф.37, оп.3, спр.272, стор 394
- 1824 — Метрична книга села Воскресенське 1824 рік // ДАОО. Ф.37, оп.3, спр.263, стор 403
- 1825 — Метрична книга села Воскресенське 1825 рік // ДАОО. Ф.37, оп.3, спр.302, стор 390
- 1827 — Метрична книга села Воскресенське 1827 рік // ДАОО. Ф.37, оп.3, спр.325, стор 371
- 1828 — Метрична книга села Воскресенське 1828 рік // ДАОО. Ф.37, оп.3, спр.344, стор 329
- 1829 — Метрична книга села Воскресенське 1829 рік // ДАОО. Ф.37, оп.3, спр.361, стор 537
- 1830 — Метрична книга села Воскресенське 1830 рік // ДАОО. Ф.37, оп.3, спр.356, стор 589
- 1835 — Метрична книга села Воскресенське 1835 рік // ДАОО. Ф.37, оп.3, спр.356, стор 626
- 1836 — Метрична книга села Воскресенське 1836 рік // ДАОО. Ф.37, оп.3, спр.482, стор 547
- 1838 — Метрична книга села Воскресенське 1838 рік // ДАОО. Ф.37, оп.3, спр.513, стор 327
- 1840 — Метрична книга села Воскресенське 1840 рік // ДАОО. Ф.37, оп.4, спр.90, стор 188
- 1842 — Метрична книга села Воскресенське 1842 рік // ДАОО. Ф.37, оп.4, спр.101, стор 509
- 1843 — Метрична книга села Воскресенське 1843 рік // ДАОО. Ф.37, оп.3, спр.710, стор 707
- 1844 — Метрична книга села Воскресенське 1844 рік // ДАОО. Ф.37, оп.4, спр.112, стор 502
- 1846 — Метрична книга села Воскресенське 1846 рік // ДАОО. Ф.37, оп.4, спр.116, стор 612
- 1847 — Метрична книга села Воскресенське 1847 рік // ДАОО. Ф.37, оп.3, спр.930, стор 38
- 1848 — Метрична книга села Воскресенське 1848 рік // ДАОО. Ф.37, оп.3, спр.915, стор 495
- 1849 — Метрична книга села Воскресенське 1849 рік // ДАОО. Ф.37, оп.3, спр.935, стор 329
- 1850 — Метрична книга села Воскресенське 1850 рік // ДАОО. Ф.37, оп.3, спр.986, стор 391
- 1851 — Метрична книга села Воскресенське 1851 рік // ДАОО. Ф.37, оп.3, спр.1032, стор 405
- 1852 — Метрична книга села Воскресенське 1852 рік // ДАОО. Ф.37, оп.3, спр.1085, стор 548
- 1856 — Метрична книга села Воскресенське 1856 рік // ДАОО. Ф.37, оп.3, спр.1220, стор 748
- 1864 — Метрична книга села Воскресенське 1864 рік // ДАОО. Ф.37, оп.3, спр.1487, стор 879
- 1867 — Метрична книга села Воскресенське 1867 рік // ДАОО. Ф.37, оп.3, спр.1580, стор 753
- 1868 — Метрична книга села Воскресенське 1868 рік // ДАОО. Ф.37, оп.3, спр.1628, стор 814
- 1870 — Метрична книга села Воскресенське 1870 рік // ДАОО. Ф.37, оп.2, спр.24, стор 679
- 1871 — Метрична книга села Воскресенське 1871 рік // ДАОО. Ф.37, оп.2, спр.57, стор 832
- 1872 — Метрична книга села Воскресенське 1872 рік // ДАОО. Ф.37, оп.2, спр.60, стор 1012зв
- 1873 — Метрична книга села Воскресенське 1873 рік // ДАОО. Ф.37, оп.2, спр.96, стор 861
- 1874 — Метрична книга села Воскресенське 1874 рік // ДАОО. Ф.37, оп.2, спр.114, стор 786

#### Метричні книги, що зберігаються в Державному архіві Миколаївської області
Метричні книги села Воскресенська, що зберігаються в Державному архіві Миколаївської області, також доступні на онлайн сховищі FamilySearch за посиланням
https://familysearch.org/search/catalog/1488194 [Архівовано 20 квітня 2021 у Wayback Machine.]
- Алфавіти метричних книг Воскресенська, що зберігаються в ДАМО
- 1861—1864 — 1861-1864 роки. Метричні книги села Воскресенське Херсонського повіту // ДАМО. ф. 484, оп. 1, спр. 552
- 1877 — 1877 рік. Метрична книга села Воскресенське Херсонського повіту // ДАМО. ф. 484, оп. 1, спр. 558
- 1881 — 1881 рік. Метрична книга села Воскресенське Херсонського повіту // ДАМО. ф. 484, оп. 1, спр. 571
- 1882 — 1882 рік. Метрична книга села Воскресенське Херсонського повіту // ДАМО. ф. 484, оп. 1, спр. 563
- 1883 — 1883 рік. Метрична книга села Воскресенське Херсонського повіту // ДАМО. ф. 484, оп. 1, спр. 577
- 1884 — 1884 рік. Метрична книга села Воскресенське Херсонського повіту // ДАМО. ф. 484, оп. 1, спр. 579
- 1885 — 1885 рік. Метрична книга села Воскресенське Херсонського повіту // ДАМО. ф. 484, оп. 1, спр. 585
- 1888 — 1888 рік. Метрична книга села Воскресенське Херсонського повіту // ДАМО. ф. 484, оп. 1, спр. 588
- 1889 — 1889 рік. Метрична книга села Воскресенське Херсонського повіту // ДАМО. ф. 484, оп. 1, спр. 592
- 1890 — 1890 рік. Метрична книга села Воскресенське Херсонського повіту // ДАМО. ф. 484, оп. 1, спр. 594
- 1891 — 1891 рік. Метрична книга села Воскресенське Херсонського повіту // ДАМО. ф. 484, оп. 1, спр. 596
- 1892 — 1892 рік. Метрична книга села Воскресенське Херсонського повіту // ДАМО. ф. 484, оп. 1, спр. 599
- 1893 — 1893 рік. Метрична книга села Воскресенське Херсонського повіту // ДАМО. ф. 484, оп. 1, спр. 597
- 1894 — 1894 рік. Метрична книга села Воскресенське Херсонського повіту // ДАМО. ф. 484, оп. 1, спр. 607
- 1896 — 1896 рік. Метрична книга села Воскресенське Херсонського повіту // ДАМО. ф. 484, оп. 1, спр. 613
- 1897 — 1897 рік. Метрична книга села Воскресенське Херсонського повіту // ДАМО.ф. 484, оп. 1, спр. 615
- 1898 — 1898 рік. Метрична книга села Воскресенське Херсонського повіту // ДАМО. ф. 484, оп. 1, спр. 620
- 1899 — 1899 рік. Метрична книга села Воскресенське Херсонського повіту // ДАМО. ф. 484, оп. 1, спр. 623
- 1901 — 1901 рік. Метрична книга села Воскресенське Херсонського повіту // ДАМО. ф. 484, оп. 1, спр. 633
- 1902 — 1902 рік. Метрична книга села Воскресенське Херсонського повіту // ДАМО. ф. 484, оп. 2, спр. 636
- 1903 — 1903 рік. Метрична книга села Воскресенське Херсонського повіту // ДАМО. ф. 484, оп. 1, спр. 614
- 1904 — 1904 рік. Метрична книга села Воскресенське Херсонського повіту // ДАМО. ф. 484, оп. 1, спр. 640
- 1907 — 1907 рік. Метрична книга села Воскресенське Херсонського повіту // ДАМО. ф. 484, оп. 1, спр. 649
- 1908 — 1908 рік. Метрична книга села Воскресенське Херсонського повіту // ДАМО. ф. 484, оп. 1, спр. 1950
- 1909 — 1909 рік. Метрична книга села Воскресенське Херсонського повіту // ДАМО. ф. 484, оп. 1, спр. 1958
- 1910 — 1910 рік. Метрична книга села Воскресенське Херсонського повіту // ДАМО. ф. 484, оп. 1, спр. 1963
- 1911 — 1911 рік. Метрична книга села Воскресенське Херсонського повіту // ДАМО. ф. 484, оп. 1, спр. 1968
- 1912 — 1912 рік. Метрична книга села Воскресенське Херсонського повіту // ДАМО. ф. 484, оп. 1, спр. 1979
- 1913 — 1913 рік. Метрична книга села Воскресенське Херсонського повіту // ДАМО. ф. 484, оп. 1, спр. 1984
- 1914 — 1914 рік. Метрична книга села Воскресенське Херсонського повіту // ДАМО. ф. 484, оп. 1, спр. 1991
- 1915 — 1915 рік. Метрична книга села Воскресенське Херсонського повіту // ДАМО. ф. 484, оп. 1, спр. 1996
- 1916 — 1916 рік. Метрична книга села Воскресенське Херсонського повіту // ДАМО. ф. 484, оп. 1, спр. 2002
- 1917 — 1917 рік. Метрична книга села Воскресенське Херсонського повіту // ДАМО. ф. 484, оп. 1, спр. 2005

Ревізькі казки
- 1794—1797 — Списки селян утікачів, надісланих з Єкатеринославського намісництва для заселення Богоявленська, Воскресенська та інших поселень. // ДАМО Ф.243, оп.1, спр.102..
- 1794—1798 — Ревізька казка поселян селища Воскресенськ та слободи Калинівка. // ДАМО Ф.243, оп.1, спр.106
- 1857 — Ревізька казка адміралтейського поселення Воскресенськ. // ДАМО Ф. 218, оп. 1, спр. 1.

Інші переписи
- 1791 — Документи щодо поселення втікачів та каторжних селян в слободі Воскресенськ. // ДАМО Ф.243, оп. 1, спр. 46.
- 1792—1793 — Щодо поселення селян в слободі Воскресенськ. // ДАМО Ф.243, оп. 1, спр. 75.
- 1812 — Перепис адміралтейських поселень Воскресенське та Калинівка. // ДАМО Ф.246, оп. 2, спр. 16.
- 1840 — Вибори сільських старост та гласних по Воскресенську. // ДАМО Ф.246, оп. 2, спр. 36.
- 1840 — Витяги з метричних книг про народження, шлюб та смерть поселян Воскресенська. // ДАМО Ф.246, оп. 2, спр. 37.
- 1849 — Списки поселян з відомостями про врожай та заготівлю хліба. // ДАМО Ф.246, оп. 2, спр. 38.
- 1841 — Перепис чоловічого населення адміралтейського поселення Воскресенськ віком від 16 до 45 років, від 45 до 50 років та старіше 50 років. // ДАМО Ф.246, оп. 2, спр. 39.
- 1841 — Витяги з метричних книг про народження, шлюб та смерть поселян Воскресенська // ДАМО Ф.246, оп. 2, спр. 40.
- 1843 — Перепис чоловічого населення адміралтейського поселення Воскресенськ віком до 16 років, від 16 до 45 років, від 45 до 50 років та старіше 50 років. // ДАМО Ф.246, оп. 2, спр. 49.
- 1844 — Витяги з метричних книг про народження, шлюб та смерть поселян Воскресенська. // ДАМО Ф.246, оп. 2, спр. 55.
- 1844 — Списки поселян Воскресенська, що працюють в Миколаївському порту. // ДАМО Ф.246, оп. 2, спр. 80.
- 1844 — Вибори сільських старшин по Воскресенську. // ДАМО Ф.246, оп. 2, спр. 122.
- 1845 — Списки чоловічого населення адміралтейського поселення Воскресенськ. // ДАМО Ф.246, оп. 2, спр. 61.
- 1847 — Витяги з метричних книг про народження, шлюб та смерть поселян Воскресенська. // ДАМО Ф.246, оп. 2, спр. 73.
- 1850 — Вибори сільських старшин. // ДАМО Ф.246, оп. 2, спр. 83.
- 1857 — Витяги з метричних книг про народження, шлюб та смерть поселян Воскресенська. // ДАМО Ф.246, оп. 2, спр. 102.
- 1860 — Вибори сільських старшин. // ДАМО Ф.246, оп. 2, спр. 106.
- 1861 — Витяги з метричних книг про народження, шлюб та смерть поселян Воскресенська. // ДАМО Ф.246, оп. 2, спр. 113.
- 1855—1861 — Продаж запасів хліба крамниць сіл Воскресенська та Калинівки та про видачу займів селянам для посіву. // ДАМО Ф. 246, оп.3, спр. 6.
- 1906—1915 — Книга протоколів загальних зборів Воскресенського сільгосп селянського товариства. // ДАМО Ф.68, оп. 1, спр. 1.
- 1917 — Сільгосп перепис села Воскресенське. // ДАМО Ф.239, оп.3, спр. 98.
- 1917—1919 — Переписка щодо майна померлих мешканців Воскресенська. // ДАМО Р. 319, оп.1, спр. 1.
- 1923 — Перепис незаможних селян Воскресенська. // ДАМО Р.690, оп.1, спр. 19.
- 1922—1925 — Особові рахунки держателів насіньової позики мешканців Воскресенська. // ДАМО Р.162, оп.1, спр. 2086.
- 1924—1927 — 1924-1927_роки._ДАМО_Р.162,_оп.1,_спр._2312._Протоколи_засідань_та_списки_членів_ради_сільбуду.pdf // ДАМО Р.162, оп.1, спр. 2312. Протоколи засідань та списки членів ради сільбуду.
- 1928 — Подвірний перепис Воскресенська. // ДАМО Р.690, оп.1, спр. 21. Подвірний перепис Воскресенська.
- 1930 — Позбавлення виборчих прав селян Воскресенська // ДАМО Р.162, оп.7, спр. 27.
- 1930 — Протоколи Воскресенської сільради // ДАМО Р.162, оп.1, спр. 553. Протоколи Воскресенської сільради.
- 1931 — Подвірний перепис Воскресенська. // ДАМО Р.296, оп.1, спр. 265. Подвірний перепис Воскресенська.

Воскресенсько-Калинівська посадська дума
- 1909 — Суспільні приговори щодо використання земельних паїв // ДАМО Ф.226, оп. 1, спр. 1.
- 1912—1914 — Приговори Воскресенського міщанського товариства // ДАМО Ф.226, оп. 1, спр. 2.

Воскресенський волосний виконавчий комітет Ради робітничих, селянських і червоноармійських депутатів.
- 1920 — Протоколи разкулачення та розписки отримання конфіскованого майна. // ДАМО Ф.Р-211, оп. 1, спр. 60.
- 1920-1922 — Протоколи засідань Воскресенського ісполкому. // ДАМО Ф.Р-211, оп. 1, спр. 63.
- 1921 — Списки мешканців для хлібної продразверстки. // ДАМО Ф.Р-211, оп. 1, спр. 80.
- 1922 — Списки мешканців для хлібної продразверстки. // ДАМО Ф.Р-211, оп. 1, спр. 88.
- 1920 — Списки селян, спонсорів лікарні. // ДАМО Ф.Р-211, оп. 1, спр. 99.
- 1922 — Записи про смерть. // ДАМО Ф.Р-211, оп. 1, спр. 106.

Воскресенське РАЦС. Акти реєстрації цивільного стану після 1917 року. Фонд Р-5950, опис 11
- 24.08-30.11.1922 — народження. // ДАМО Р-5950, оп. 11, спр. 6.
- 17.02.1923-29.08.1925 — народження. // ДАМО Р-5950, оп. 11, спр. 12.
- 23.05.1923-16.01.1929 — смерть. // ДАМО Р-5950, оп. 11, спр. 18.
- 5.05-28.12.1923 — шлюб. // ДАМО Р-5950, оп. 11, спр. 20.
- 2.06.1924-5.03.1929 — шлюб. // ДАМО Р-5950, оп. 11, спр. 26.
- 1.09.1925-6.01.1927 — народження. // ДАМО Р-5950, оп. 11, спр. 29.
- 22.03.1925-23.11.1929 — розлучення. // ДАМО Р-5950, оп. 11, спр. 36.
- 1920, 1926-1928 — народження. // ДАМО Р-5950, оп. 11, спр. 45.
- 20.01.1927-13.01.1929 — смерть. // ДАМО Р-5950, оп. 11, спр. 48.
- 27.01.1927-23.11.1929 — шлюб. // ДАМО Р-5950, оп. 11, спр. 49.
- 5.01.1928-12.01.1929 — народження. // ДАМО Р-5950, оп. 11, спр. 54.
- 7.01-28.12.1933 — смерть. // ДАМО Р-5950, оп. 11, спр. 78.
- 30.01-29.12.1936 — народження. // ДАМО Р-5950, оп. 11, спр. 105.
- 07.01.1937-29.12.1938 — народження. // ДАМО Р-5950, оп. 11, спр. 118.
- 09.01-29.12.1938 — народження. // ДАМО Р-5950, оп. 11, спр. 124.
- 18.09-30.12-1939 — шлюб. // ДАМО Р-5950, оп. 11, спр. 130.
- 02.01-30.12-1939 — народження. // ДАМО Р-5950, оп. 11, спр. 134.
- 04.01-28.12.1939 — смерть. // ДАМО Р-5950, оп. 11, спр. 138.
- 10.01-30.1939 — розлучення. // ДАМО Р-5950, оп. 11, спр. 142.

## Галерея

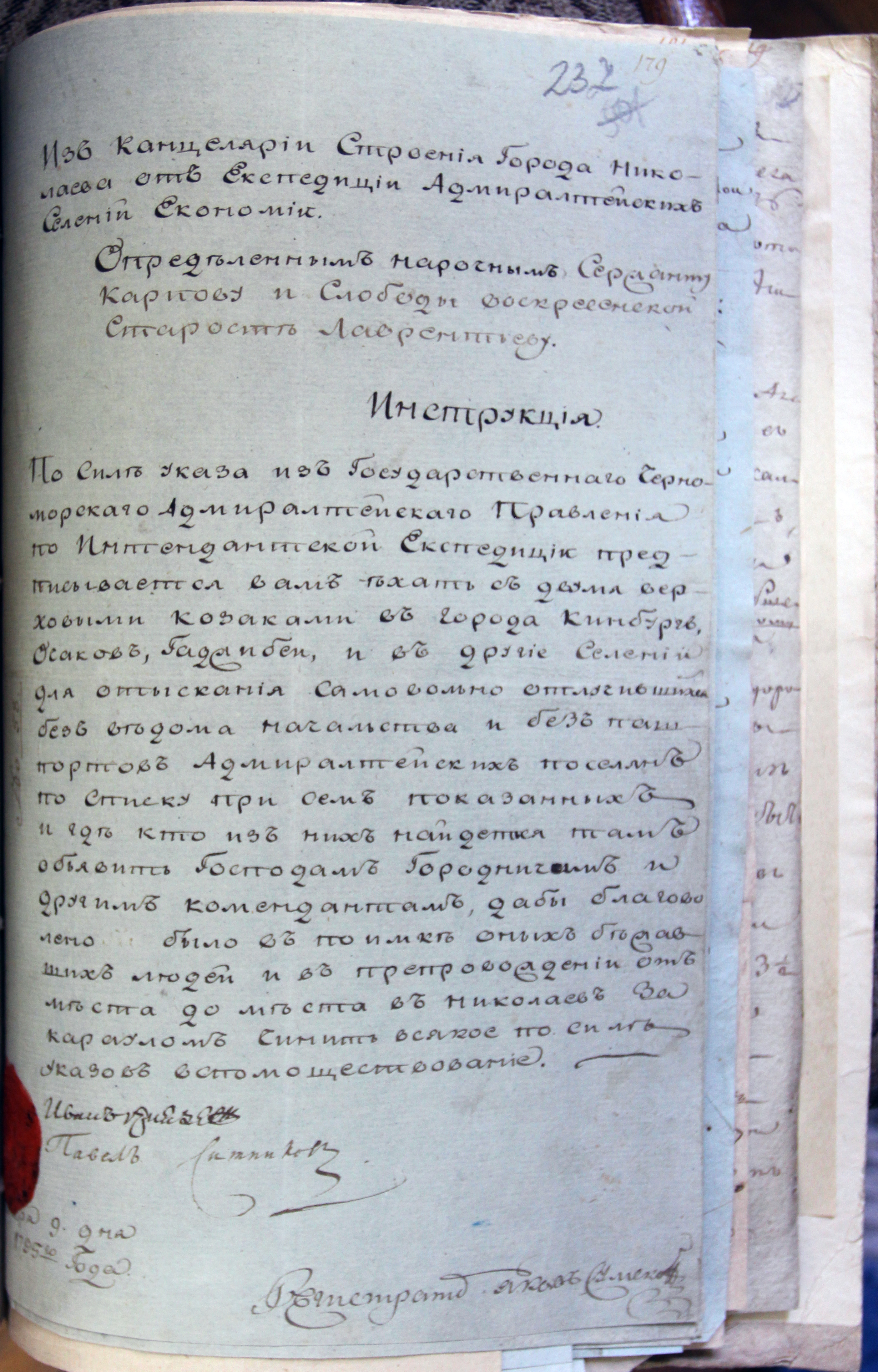
Інструкція для пошуку безпаспортних селян для заселення Воскресенська 1795 року
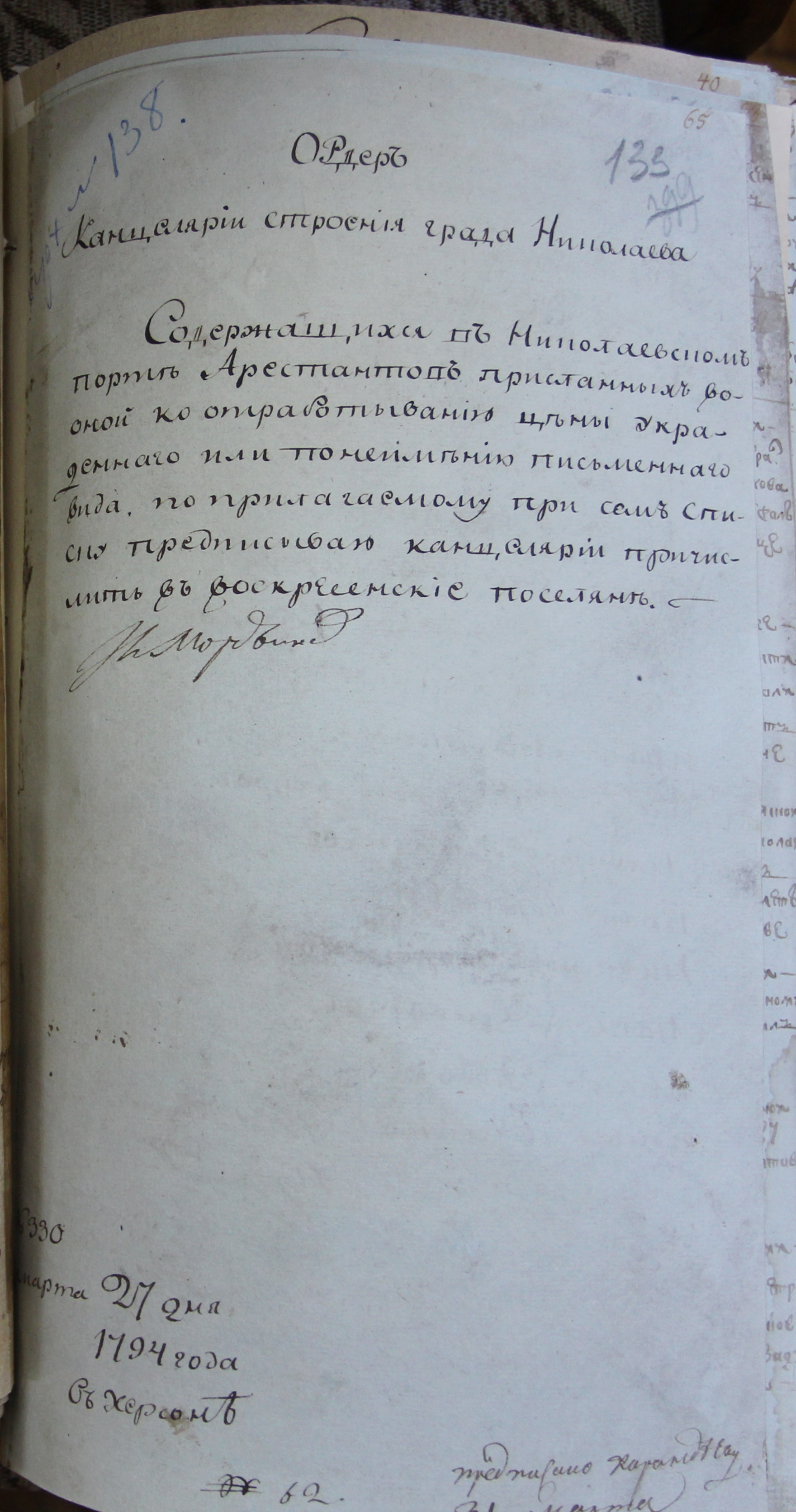
Ордер на поселення в Воскресенську арештантів Миколаївської фортеці 1794 ро
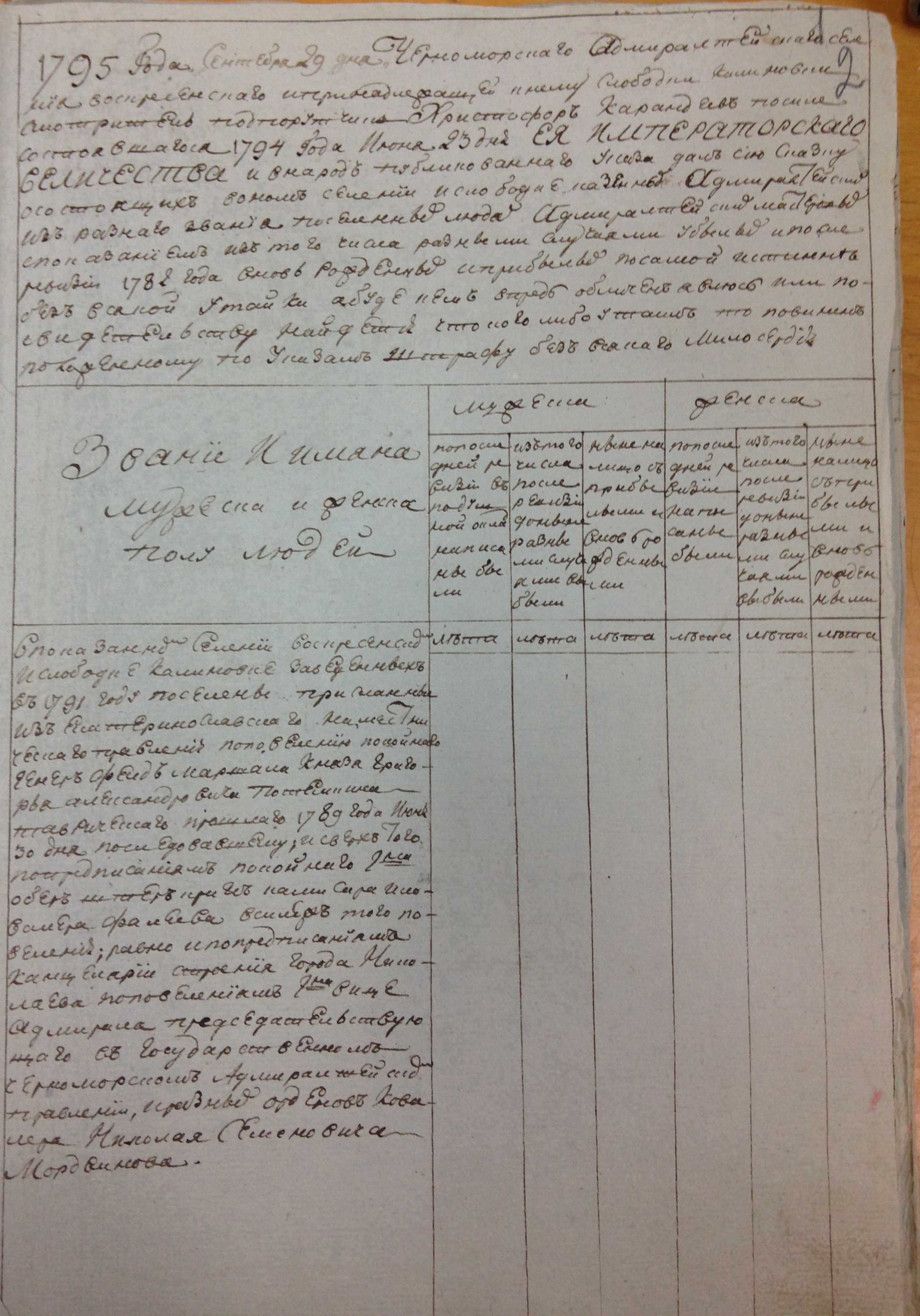
Титульний аркуш ревізької казки поселян Воскресенська. 1795 рік.
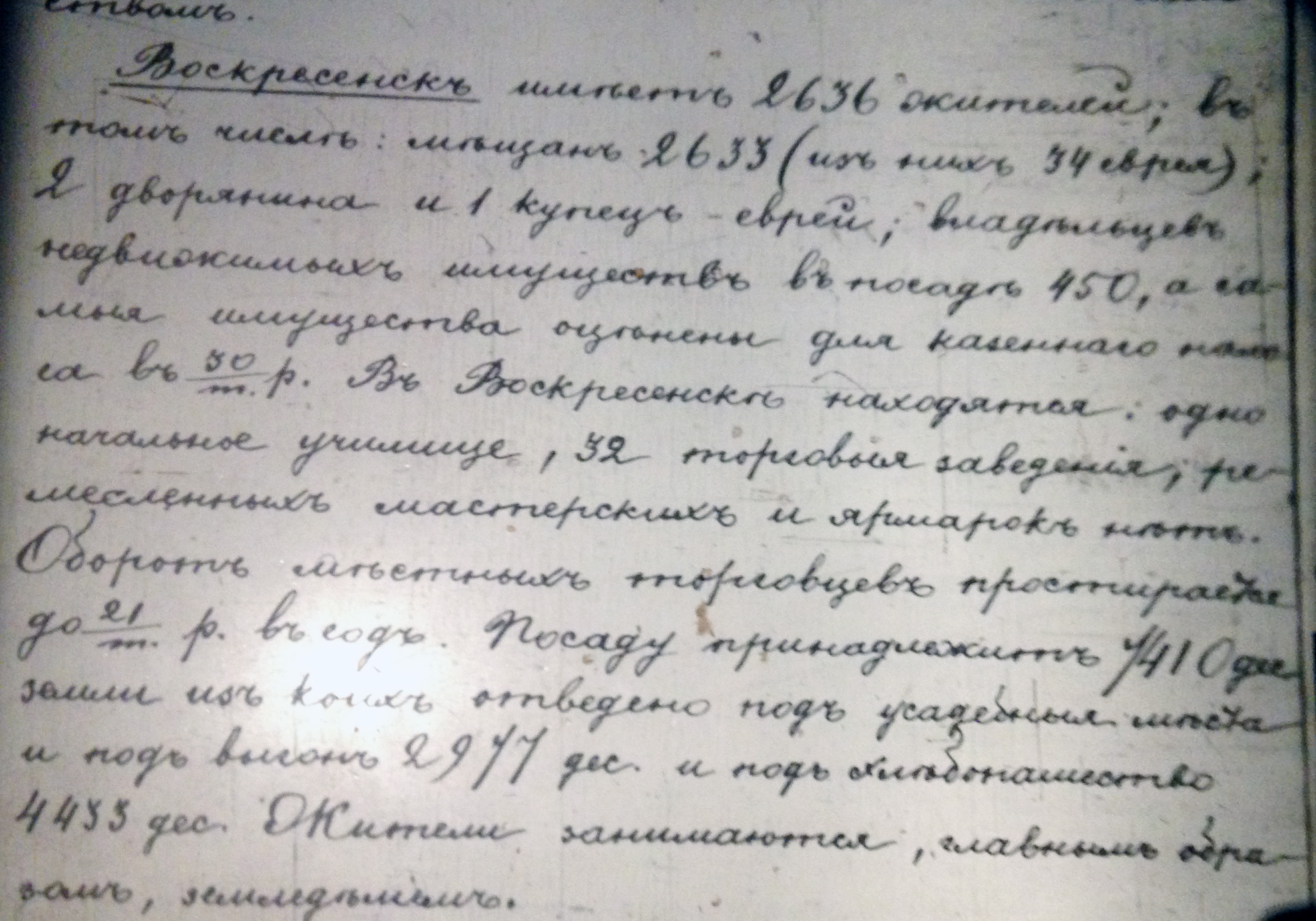
З відомостей про стан справ у посаді Воскресенськ.1861 рік.
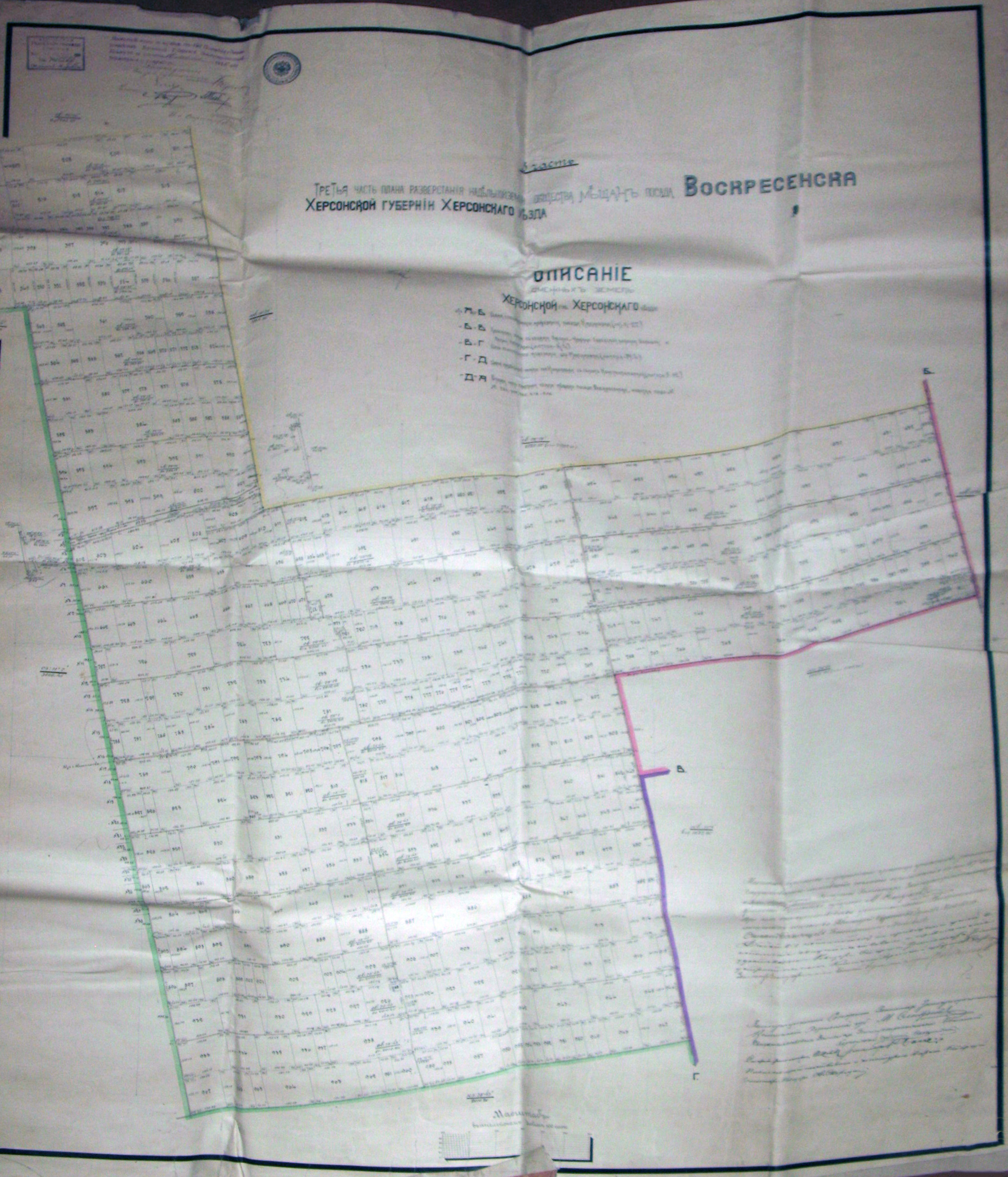
План Воскресенська 1916 року
1906 рік. Родина Льва Дометієва Григорьєва
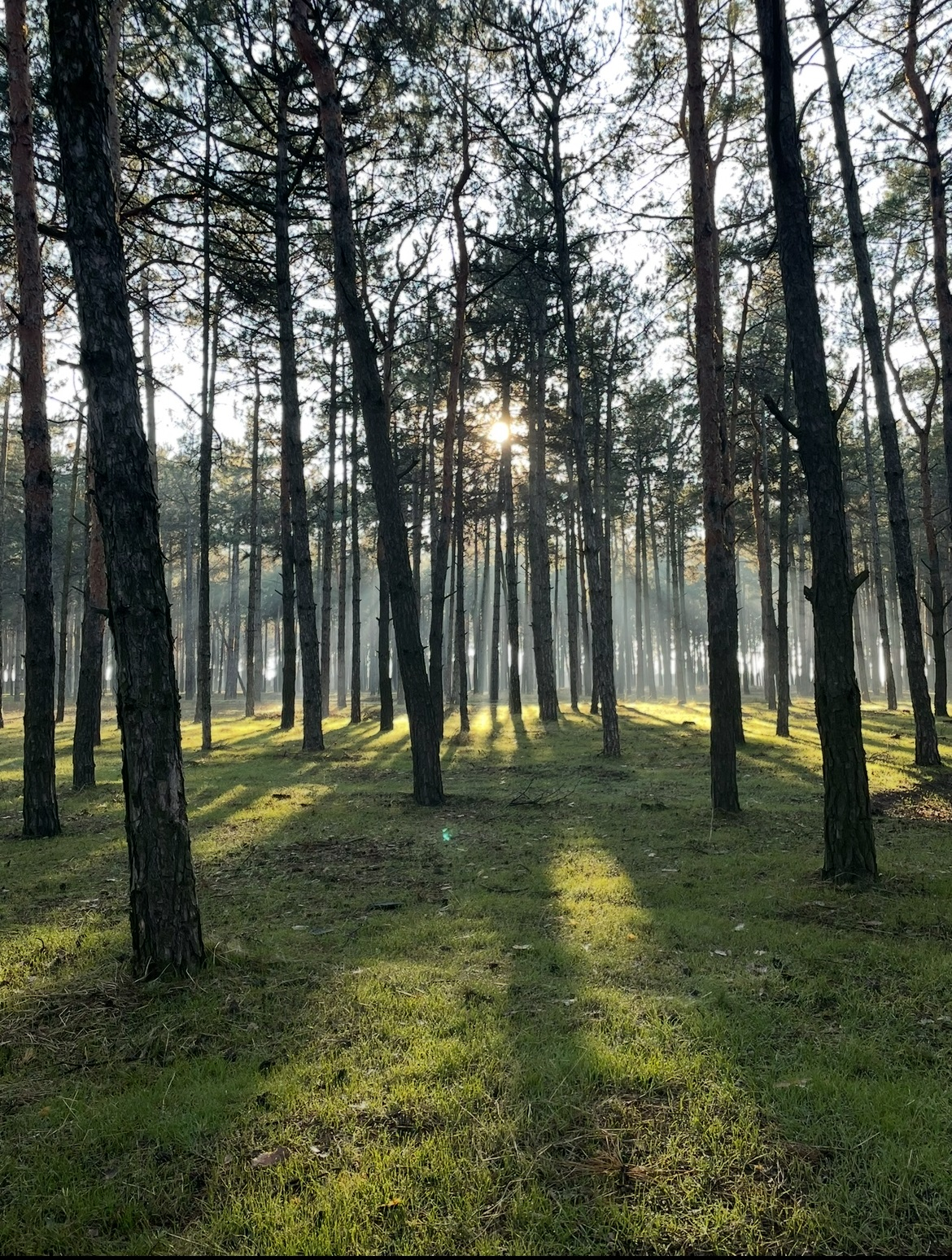
Воскресенський ліс
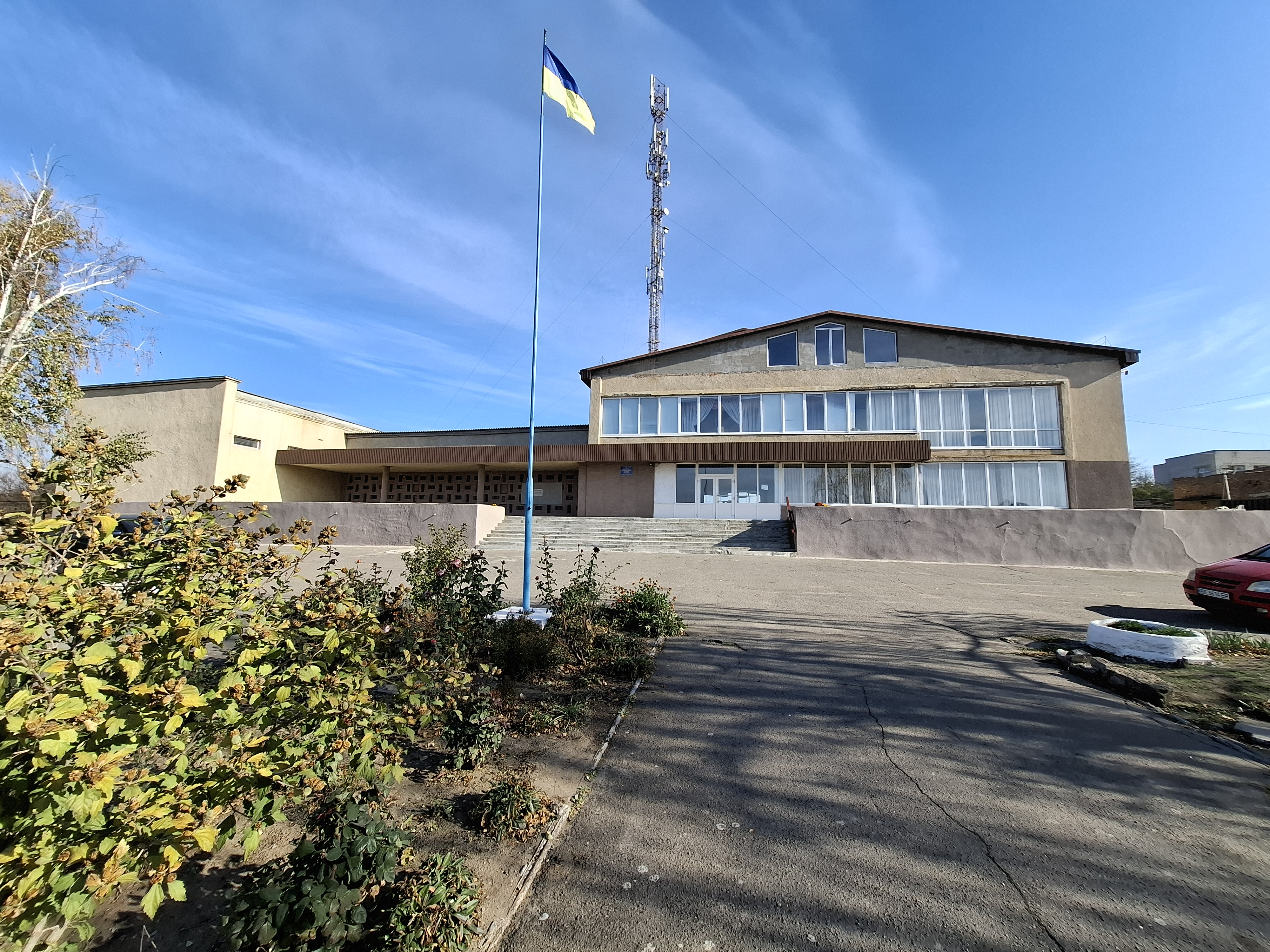
Воскресенський Будинок культури